# Tom Hulce
Thomas Edward Hulce (ur. 6 grudnia 1953 w White Water, w stanie Wisconsin) – amerykański aktor i producent teatralny i filmowy.

## Życiorys

### Wczesne lata
Urodził się jako najmłodszy z czworga dzieci Joanny (z domu Winkleman), która krótko śpiewała z Phil Spitalny's All-Girl Orchestra, i Raymonda Alberta Hulce'a, pracownika Ford Motor Company. Dorastał w Plymouth w Michigan. Jako dziecko marzył o karierze piosenkarza, ale jako nastolatek zmienił zdanie i zainteresował się aktorstwem. Ukończył Interlochen Arts Academy w Interlochen w stanie Michigan i North Carolina School for the Arts w Winston-Salem w stanie Karolina Północna. W 1967 wystąpił w tytułowej roli w musicalu Oliver! przy University of Michigan.

### Kariera
Po udziale w dwóch produkcjach telewizyjnych - komedii Forget-Me-Not-Lane (1975) i dramacie NBC Emily, Emily (1977) u boku Pameli Bellwood i Johna Forsythe'a, zadebiutował na kinowym ekranie w dramacie 30 września 1955 (September 30, 1955, 1977) z Dennisem Quaidem, którego akcja dzieje się w dniu śmierci Jamesa Deana. Następnie zagrał postać Larry'ego 'Pinto' Krogera w komedii ukazującej różnice między bractwami w amerykańskim koledżu Menażeria (Animal House, 1978) z udziałem Kevina Bacona, Johna Belushi i Tima Mathesona. Wielkim wyzwaniem była kreacja Mozarta w biograficznym dramacie muzycznym Miloša Formana Amadeusz (1984), za którą zdobył nominację do nagrody Oscara i Złotego Globu oraz odebrał włoską nagrodę Davida i nagrodę Srebrnej Taśmy. Kolejne nominacje do nagrody Złotego Globu przyniosły mu role - opóźnionego w rozwoju Dominicka Luciano w dramacie Roberta M. Younga Dominick i Eugene (Dominick and Eugene, 1988) z Rayem Liottą i Jamie Lee Curtis, postać Mickeya Schwernera, aktywisty ruchu praw obywatelskich w dramacie telewizyjnym NBC Morderstwo w Mississippi (Murder in Mississippi, 1990) z Jennifer Grey i Blairem Underwoodem oraz uhonorowanej nagrodą Emmy i CableACE roli Petera Patrone w telefilmie TNT Pamiętniki Heidi (The Heidi Chronicles, 1995) z Jamie Lee Curtis.
Odnosił niebywałe sukcesy sceniczne na Broadwayu. Po debiutanckiej roli Alana Stranga w sztuce Petera Shaffera Equus (od 24 października 1974 do 2 października 1977) u boku Anthony'ego Perkinsa, zagrał Berta w przedstawieniu Wspomnienia dwóch poniedziałków (A Memory of Two Mondays/27 Wagons Full of Cotton - od 26 stycznia do 21 marca 1976). Za postać prokuratora porucznika Daniela A. Kaffee w broadwayowskim spektaklu Ludzie Honoru (A Few Good Men - od 15 listopada 1989 do 26 stycznia 1991) był nominowany do nagrody Tony. Jako producent musicalu Wiosenne przebudzenie (Spring Awakening) odebrał w 2007 roku nagrodę Tony i Drama Desk Award. Zagrał także w dramacie ery AIDS Zwykłe serce (The Normal Heart) na londyńskim West End i szekspirowskim spektaklu Hamlet w Shakespeare Theater.
Zajmuje się także dubbingiem. Użyczył swojego głosu Quasimodo, bohaterowi filmu animowanego Dzwonnik z Notre Dame (The Hunchback of Notre Dame, 1996) i sequelu Dzwonnik z Notre Dame II (The Hunchback of Notre Dame II, 2002). Był producentem adaptacji powieści Michaela Cunninghama Dom na krańcu świata (A Home at the End of the World, 2004) z Colinem Farrellem i Robin Wright Penn. 

## Życie prywatne
W 2008, w wywiadzie dla The Gay Seattle News Hulce powiedział, że czuje się komfortowo z określeniem zdeklarowanego geja. W tym samym wywiadzie zdementował plotki, iż 23 czerwca 1996 ożenił się z włoską artystką Cecilią Ermini, z którą miał córkę.

## Wybrana filmografia
- 1975: Forget-Me-Not-Lane (TV)
- 1977: Emily, Emily (TV)
- 1977: 30 września 1955 (September 30, 1955)
- 1978: Menażeria (Animal House) jako Lawrence "Larry" Kroger / "Pinto"
- 1984: Amadeusz jako Wolfgang Amadeus Mozart
- 1988: Dominick i Eugene (Dominick and Eugene) jako Dominick "Nicky" Luciano
- 1990: Morderstwo w Mississippi (Murder in Mississippi, TV) jako Mickey Schwerner
- 1989: Spokojnie, tatuśku (Parenthood) jako Larry Buckman
- 1991: Wewnętrzny krąg (Ближний круг) jako Iwan Sańszyn
- 1993: Bez lęku (Fearless) jako Brillstein
- 1995: Skrzydła odwagi (Wings of Courage) jako Antoine de Saint-Exupéry
- 1995: Frasier jako Keith (głos)
- 1995: Pamiętniki Heidi (The Heidi Chronicles, TV) jako Peter Patrone
- 1996: Dzwonnik z Notre Dame (The Hunchback of Notre Dame) jako Quasimodo (głos)
- 2002: Dzwonnik z Notre Dame II (The Hunchback of Notre Dame II) jako Quasimodo (głos)
- 2004: Dom na krańcu świata (A Home at the End of the World) - producent
- 2006: Przypadek Harolda Cricka (Stranger Than Fiction) jako dr Cayly
- 2008: Jumper jako Pan Bowker